# Carl V. Ragsdale
Captain Carl Vandyke Ragsdale (* 16. Mai 1925 in Illmo, Missouri, Vereinigte Staaten; † 22. Juni 2003 in Montgomery (Texas), Vereinigte Staaten) war ein US-amerikanischer Berufssoldat und Produzent von staatlichen Ausbildungs-, Werbe- und Informationsfilmen.

## Leben und Wirken
Der Berufsoffizier Carl Vandyke Ragsdale verbrachte nahezu sein gesamtes Berufsleben bei der US-amerikanischen Marine. Er schloss ein Studium an der Denison University in Granville (Ohio) ab und diente von Dezember 1943 bis Mai 1985, als er 60-jährig pensioniert wurde, in der US Navy. In 41½ Jahren Dienstzeit brachte Ragdale es auf 17 Medaillen und 15 Bandschnallen im Rahmen seiner Einsätze im Zweiten Weltkrieg, im Koreakrieg und während des Kalten Kriegs. Für seine Vorgesetzten fertigte er diesen Jahrzehnten in New York und Houston über 150 dokumentarische Filme an.
Der von ihm 1966 gezeigte Kurzfilm A Year Toward Tomorrow über das US-staatliche VISTA-Programm (Volunteers in Service to America), das im Vorjahr zur allgemeinen Linderung der Armut ins Leben gerufen worden war, gewann im darauf folgenden Jahr einen Oscar. Für den 29-minütigen Streifen While I Run This Race (1967), der sich speziell mit eben diesem Armutsproblem auseinandersetzte, erhielt Captain Ragsdale 1968 eine weitere Oscar-Nominierung in der Sparte Bester Kurzdokumentarfilm.
Captain Ragsdale gehörte der Freimaurerloge Scottish Rite in Houston (Texas) an. Er gründete die Texas Commandery of the Naval Order of the U.S. und zeichnete verantwortlich für die Errichtung des USS Houston CA-30-Denkmal im Sam Houston Park in Houston. Er war seit September 1976 mit Dr. Diane Ragsdale verheiratet und hatte mit ihr einen Sohn und eine Tochter sowie sechs Enkelkinder.